# Comisión Pontificia de Arqueología Sacra
La Comisión Pontificia de Arqueología Sacra (en latín Pontificium consilium archaeologiae sacrae) es una institución vinculada a la Santa Sede que tiene como tarea el estudio, la conservación, la protección y la valorización de las catacumbas cristianas de Italia.
Nació de una idea del arqueólogo romano Giovanni Battista de Rossi, apasionado y estudioso de las catacumbas cristianas, aportó a la arqueología cristiana un nuevo método topográfico por el cual se consideran tanto las fuentes históricas como los monumentos. El papa Pío IX —a sugerencia de Rossi— decidió crear una comisión para la conservación de los edificios antiguos de Roma y del suburbio. Esta decisión fue tomada también por el hecho de que en Roma, en aquel entonces, se estaba trabajando en las Catacumbas de San Calixto. La fecha formal de institución de la comisión es el 6 de enero de 1852.
Fue hecha «pontificia» bajo el pontificado del papa Pío XI en 1925  y con los Pactos lateranenses de 1929 obtuvo competencias también sobre las catacumbas presentes en el territorio del Estado italiano. También durante la Segunda Guerra Mundial la actividad de la comisión, guiada por Antonio Ferrua continuó su trabajo. Se realizaron intervenciones en estructuras arquitectónicas paleocristianas presentes en Italia.
Estos últimos años la institución ha sido modernizada, con el objetivo de alcanzar un mejor conocimiento de las catacumbas. Este nuevo aspecto implica tanto la actividad arqueológica como conservativa, sea también los aspectos técnicos, documentales y operativos. Su presidente actual es pasquale giacobone. 